# Фонтан на Дубай
Фонтанът в Дубай е най-големият в света музикален фонтан със собствена хореография.
Намира се в средата на 120 дка езеро край небостъргача Бурдж Халифа, разположено в центъра на гр. Дубай, Обединените арабски емирства.
Проектиран е от компанията WET Design, Калифорния, изградила фонтаните в езерото пред хотел „Беладжио“ в Лас Вегас. Осветен е от 6600 светлини и 25 цветни прожектора, дължината му е 275 m и изхвърля вода на височина 152,4 м във въздуха под съпровода на класическа или съвременна арабска или световна музика. Цената за построяването му е достигнала 800 милиона дирхама или 218 милиона щатски долара.
Името на фонтана е избрано след състезание, организирано от строителната организация Emaar Properties, и съобщено на 26 октомври 2008 година. Изпробването на фонтана започва през февруари 2009 и на 8 май 2009 е пуснат официално да работи заедно с откриването на мол „Дубай“. На 2 януари 2010 дължината на фонтаните в Дубай достига 275 m.

## Механизъм
Фонтанът може да изхвърли 83 000 литра вода във въздуха във всеки момент. Инсталирани са повече от 6600 светлини и 25 цветни прожектора. В края на 2010 г. фонтанът се сдобива с нов елемент – огън, който очертава фонтана (огънят е временно използван за честването на Новата 2011 година). Фонтанът е направен така, че да изхвърля вода във въздуха в различни комбинации и шарки. Лъчът светлина може да се види от около 200 мили.
Състои се от много дюзи и пистолети с високо налягане: гребла или водни роботи, които правят така, че все едно водата танцува; пистолети, които изстрелват водата нагоре; суперпистолети, които изхвърлят водата под по-голямо налягане до 240 фута във въздуха; пределни пистолети, изхвърлящи водата с най-голямо налягане до 420 фута нагоре. Тези пистолети създават висок шум, наподобяващ бомба, след като изстрелят водата.
Суперпистолетите се използват най-малко при всяко шоу, защото отнема доста време да се създаде достатъчно налягане и енергия да се изстреля водата на такава височина. След церемонията по откриването пределните пистолети са изключени и повече никога не влизат в употреба по време на шоута.

## Представления
Фонтанът е анимиран с музикален съпровод и светлинно шоу, видимо от всяка част на алеята около езерото, както и от много други заобикалящи го постройки. Представленията започват в 13:00 и в 13:30 ч., както и на всеки 30 минути от 18:00 до 22:00 ч. през седмицата и от 18:00 до 23:00 ч. през уикендите.